# Campagna mongola contro i Jin
La campagna mongola contro i Jīn, nota anche come guerra mongolo-jīn, fu combattuta tra il neonato impero mongolo e la Dinastia Jīn (di etnia Jurchen) che dominava sulla Manciuria e sulla Cina del Nord. La guerra iniziò nel 1211, durò oltre 23 anni e terminò con il totale annichilimento dei Jīn da parte dei mongoli nel 1234.

## Contesto

La Cina al principio dell'invasione mongola: nell'Ovest la dinastia Xia occidentale; nel nord la dinastia Jīn; nel sud la dinastia Song; nel sud-ovest la Regno di Dali.

All'inizio del XIII secolo, Temujin del clan mongolo Borjigin, futuro Gengis Khan, iniziò a consolidare il suo potere in nell'Altopiano della Mongolia, assoggettando o distruggendo le altre etnie nomadi della steppa eurasiatica. Nello stesso periodo, la Cina propriamente detta era divisa in tre stati dinastici separati: nel nord, la dinastia Jīn di etnia Jurchen controllava la Manciuria e le terre cinesi a nord del fiume Huai; la dinastia Xia occidentale di etnia Tangut governava parti della Cina occidentale; la dinastia Song di etnia Han regnava nel sud. La provincia sud-occidentale del Yunnan, al confine con la Birmania, era infine sede d'un potentato autonomo sin dal X secolo noto come Regno di Dali.
Gli Jurchen-Jīn, essi stessi anticamente uno dei popoli della steppa, riscuotevano tributi da alcune delle tribù nomadi che vivevano nelle steppe mongole e incoraggiavano le rivalità tra di loro. Quando i Mongoli furono unificati da Kabul Khan (r. 1130-1147), i Jīn incoraggiarono i Tartari a distruggerli. I Mongoli riuscirono a cacciare i Jīn dal loro territorio ma i Tartari catturarono il successore di Kabul, Ambaghai, e lo consegnarono all'imperatore Wányán Liàng di Jīn (r. 1149-1161) che lo fece giustiziare nel 1156: fu inchiodato a un asino di legno e poi infilzato con delle lance. Gli Jurchen condussero anche regolari spedizioni punitive contro i nomadi mongoli, riducendoli in schiavitù o uccidendoli.
(Zhao Gong - trad. in Garcia 2012, p. 322)
A partire dal regno dell'imperatore Zhangzong (r. 1190-1208), la dinastia Jīn aveva costruito una linea di difese strutturali lunga circa 300 chilometri lungo il suo confine settentrionale, talvolta chiamata "Grande Muraglia dei Jīn", per arginare la spinta delle popolazioni della steppa. Sin dalla loro ultima campagna contro i Tatari nel 1196 (durante la quale Temujin aveva paradossalmente combattuto al loro fianco), i Jīn avevano infatti compreso che la strategia del divide et impera non era più sufficiente ed iniziarono a prepararsi attivamente alla guerra con l'obiettivo di eliminare la minaccia nomade in un'unica campagna.
All'inizio del 1204, Temujin aveva sottomesso gli Ongud, una tribù mongola che aiutava la dinastia Jīn a proteggere il suo confine settentrionale. Gengis Khan strinse un'alleanza con gli Ongud sposando sua figlia del loro khan. I mongoli controllavano l'area a nord dei Monti Yin e iniziarono ad accumulare risorse in preparazione d'una campagna militare contro i Jīn. Inoltre, i mongoli avevano anche attivamente attirato e indotto alcuni Jurchen a disertare o ad arrendersi.
Nel 1210, una delegazione Jīn arrivò alla corte di Temujin, ormai Khagan (imperatore) di tutte le steppa con il nome di Gengis Khan (r. 1206–27), per proclamare l'ascensione di Wányán Yǒngjì (imperatore Xingsheng di Jīn r. 1208-1213) al trono e chiese la sottomissione dei mongoli come stato vassallo. Poiché gli Jurchen avevano sconfitto i nomadi della steppa e s'erano alleati con i Kereiti e i Tatari, rivendicavano la sovranità su tutte le tribù della steppa. Alcuni cortigiani Jīn avevano però disertato ai mongoli ed esortarono Gengis Khan ad attaccare gli Jurchen ma lui, temendo una trappola, inizialmente rifiutò. Dopo aver ricevuto l'ordine di dimostrare la sua sottomissione ai Jīn, secondo quanto riferito Gengis Khan si voltò a sud e sputò per terra, poi montò a cavallo e cavalcò verso nord, lasciando l'inviato esterrefatto nella polvere. La sua sfida equivaleva ad una dichiarazione di guerra tra Mongoli e Jurchen.
Quando Gengis Khan tornò al fiume Hėrlėn, all'inizio del 1211, convocò un grande kuriltai, il concilio politico dell'aristocrazia mongola, e, mentre il raduno s'organizzava, si ritirò a pregare su una montagna vicina: levati cappello e cintura, s'inchinò al dio del Cielo Eterno, Tengri, e raccontò le generazioni di rancori che il suo popolo nutriva contro gli Jurchen, descrivendo dettagliatamente la tortura e l'assassinio dei suoi antenati e spiegando che non aveva cercato la guerra contro gli Jurchen. All'alba del quarto giorno, Gengis Khan raggiunse il kuriltai con il verdetto: «L'Eterno Cielo Blu ci ha promesso vittoria e vendetta.»
Quando l'imperatore Jīn ricevette la notizia, s'arrabbiò così tanto che giustiziò l'ambasciatore mongolo ed inviò a Gengis Khan il messaggio «Il nostro impero è come il mare; il tuo non è che una manciata di sabbia. Come possiamo temerti?»

## Gli schieramenti

### Mongoli
Nel marzo 1211, i mongoli radunarono 100 000 uomini per una campagna contro gli Jurchen, lasciando solo una forza di 2 000 uomini a guardia della Mongolia: ben oltre il 90% delle forze mongole era stato mobilitato per la campagna.

## Conquista mongola sotto Gengis Khan

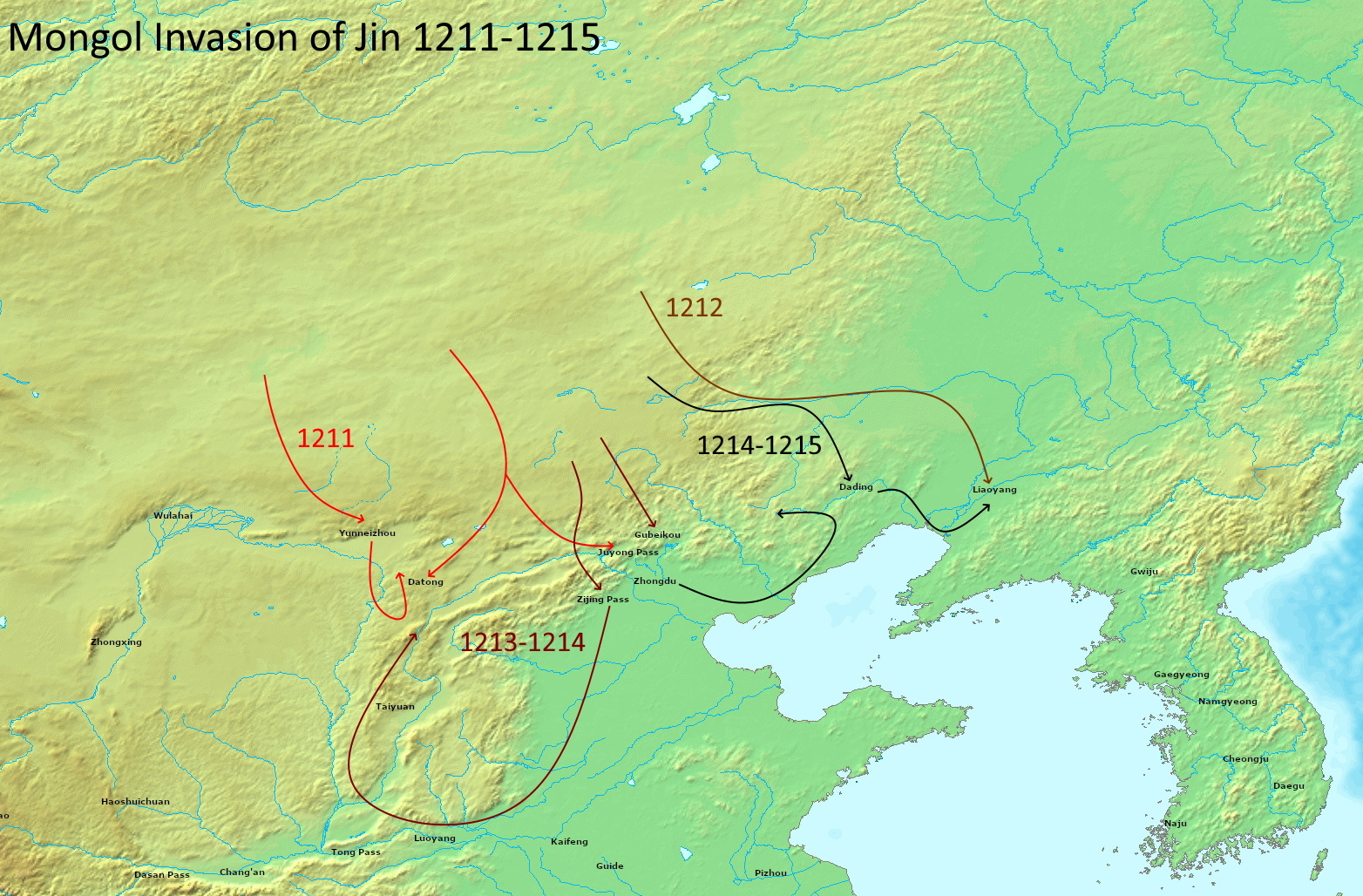
Prima campagna mongola contro i Jīn (1211-1215)

Già al tempo della Campagna mongola contro gli Xia occidentali, nel biennio 1207-1209, Gengis Khan aveva ordinato incursioni in territorio Jīn. Quando i mongoli invasero il territorio di Jīn nel 1211, Ala 'Qush, il capo degli Ongut, sostenne Gengis Khan e gli mostrò una strada sicura per il cuore della dinastia Jīn. Il primo scontro significativo tra l'Impero mongolo e gli Jurchen fu la battaglia di Yehuling in un passo di montagna a Zhangjiakou. Wanyan Jiujin, il generale Jīn, commise un errore tattico non attaccando i mongoli alla prima occasione, preferendo inviare un messaggero, il Kitai Shimo Ming'an, che lo tradì informando il Khagan dell'esatta posizione delle truppe nemiche di là dal passo. Nello scontro, i mongoli massacrarono migliaia di Jurchen.
Mentre Gengis Khan si dirigeva verso sud, il suo generale Jebe viaggiò ancora più a est in Manciuria e conquistò Mukden (l'odierna Shenyang). Il khan dei Kitai, Liu-ke, aveva dichiarato la sua fedeltà a Gengis nel 1212 e aveva conquistato la Manciuria dai Jīn.
Quando l'esercito mongolo assediò la capitale centrale di Jin, Zhongdu (occupante gli attuali distretti di Xicheng e Fengtai di Pechino), nel 1213, Li Ying, Li Xiong e alcuni altri generali Jīn riunirono una milizia di oltre 10 000 uomini che inflissero diverse sconfitte ai mongoli. I Mongoli sconfissero gli eserciti Jin, ognuno dei quali contava centinaia di migliaia, e sfondarono il Passo Juyong e il Passo Zijing nel novembre 1213. Dal 1213 fino all'inizio del 1214, i mongoli saccheggiarono l'intera pianura della Cina settentrionale. Nel 1214 Gengis Khan circondò la corte del Khan d'Oro a Zhongdu. Il generale Jurchen Heshilie Zhizhong aveva assassinato l'imperatore Wanyan Yongji e aveva intronizzato il nipote di Wanyan Yongji come imperatore Xuanzong. Quando i mongoli assediarono Zhongdu, il governo Jīn accettò temporaneamente di diventare uno stato tributario dell'Impero mongolo, presentando persino una principessa Jurchen, Qiguo, figlia di Wanyan Yongji, a Gengis Khan che la prese come concubina. Ritiratisi i mongoli nel 1214, placati da un pesante tributo degli Jurchen, Li Ying volle tendere loro un'imboscata lungo la strada con le sue forze, gonfiatesi fino a diverse decine di migliaia. L'imperatore Xuanzong aveva però paura di offendere di nuovo i mongoli, quindi fermò Li Ying, dopodiché Xuanzong e il generale Zhuhu Gaoqi decisero quindi di spostare la capitale da Zhongdu a Bianjing (attuale Kaifeng, nel Henan), nonostante le obiezioni di molti cortigiani tra cui Li Ying. Da quel momento in poi, i Jīn furono rigorosamente sulla difensiva.

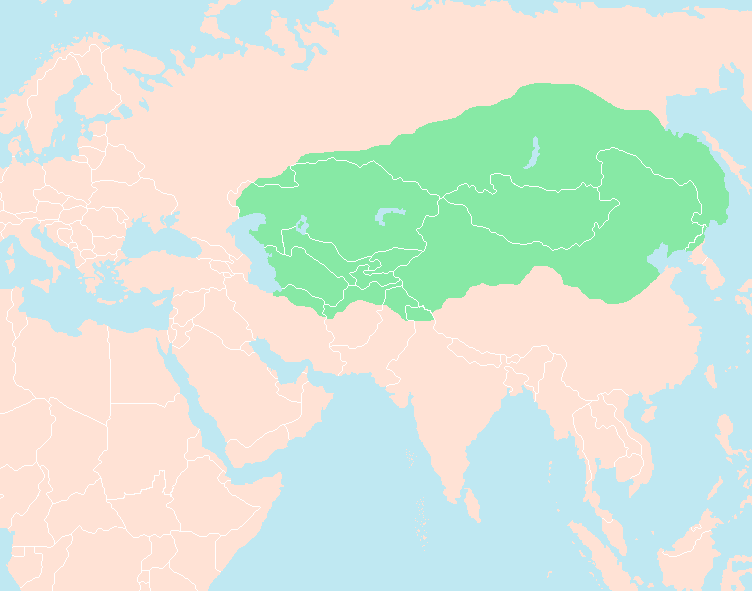
L'impero mongolo nel 1227, alla morte di Gengis Khan

Dopo lo spostamento della capitale Jīn a Kaifeng, il cancelliere Jīn Wanyan Chenghui e il generale Moran Jinzhong furono lasciati a guardia di Zhongdu. A questo punto, uno degli eserciti Jīn disertò ai mongoli e lanciò un attacco a Zhongdu da sud, conquistando il ponte Lugou. Gengis Khan inviò quindi le sue truppe ad attaccare nuovamente Zhongdu, guidate dai generali Kitai Shimo Ming'an, Yelü Ahai e Yelü Tuhua. Il secondo in comando di Moran Jinzhong, Pucha Qijin, si arrese ai mongoli con tutte le su truppe, gettando la capitale nel caos. L'imperatore Xuanzong inviò rinforzi a nord: Yongxi alla guida delle truppe da Zhending e Zhongshan (numeri non forniti), e Wugulun Qingshou alla guida di 18 000 guardie imperiali, 11 000 fanti e cavalleria dalla rotta sud-occidentale e 10 000 soldati dalla provincia di Hebei, con Li Ying al comando del treno di rifornimento. Zhongdu cadde in mano ai mongoli il 1º giugno 1215. Quindi hanno sistematicamente sradicato ogni resistenza nelle province di Shanxi, Hebei e Shandong dal 1217 al 1223. Gengis Khan, tuttavia, dovette rivolgere la sua attenzione alle campagne in corso in Asia centrale e in Persia nel 1219, distogliendola dagli Jurchen.

### L'avanzata di Mukhali
Nel 1223, il generale mongolo Mukhali colpì gli Jurchen nello Shaanxi, attaccando Chang'an, mentre Gengis Khan stava attaccando la Corasmia. La guarnigione di Chang'an, 200 000 uomini sotto Wanyan Heda, era troppo forte e Mukhali dovette rivolgersi all'assedio della Contea di Feng (Shaanxi) con 100 000 uomini. L'assedio si trascinò per mesi e i mongoli furono vessati dalle milizie locali, mentre stavano per arrivare i rinforzi Jīn. Mukhali morì di malattia e i suoi uomini si ritirarono. Durante le operazioni, le truppe Xia occidentali che sostenevano i mongoli s'arresero ai Jīn e tornarono a casa, incorrendo nell'ira di Gengis Khan. Nelle guerre contro i mongoli, quindi, gli Jurchen facevano molto affidamento su sudditi o alleati come gli uiguri, i Tangut-Xia e i Kitai per rifornire la cavalleria.

## Conquista mongola sotto Ögedei Khan

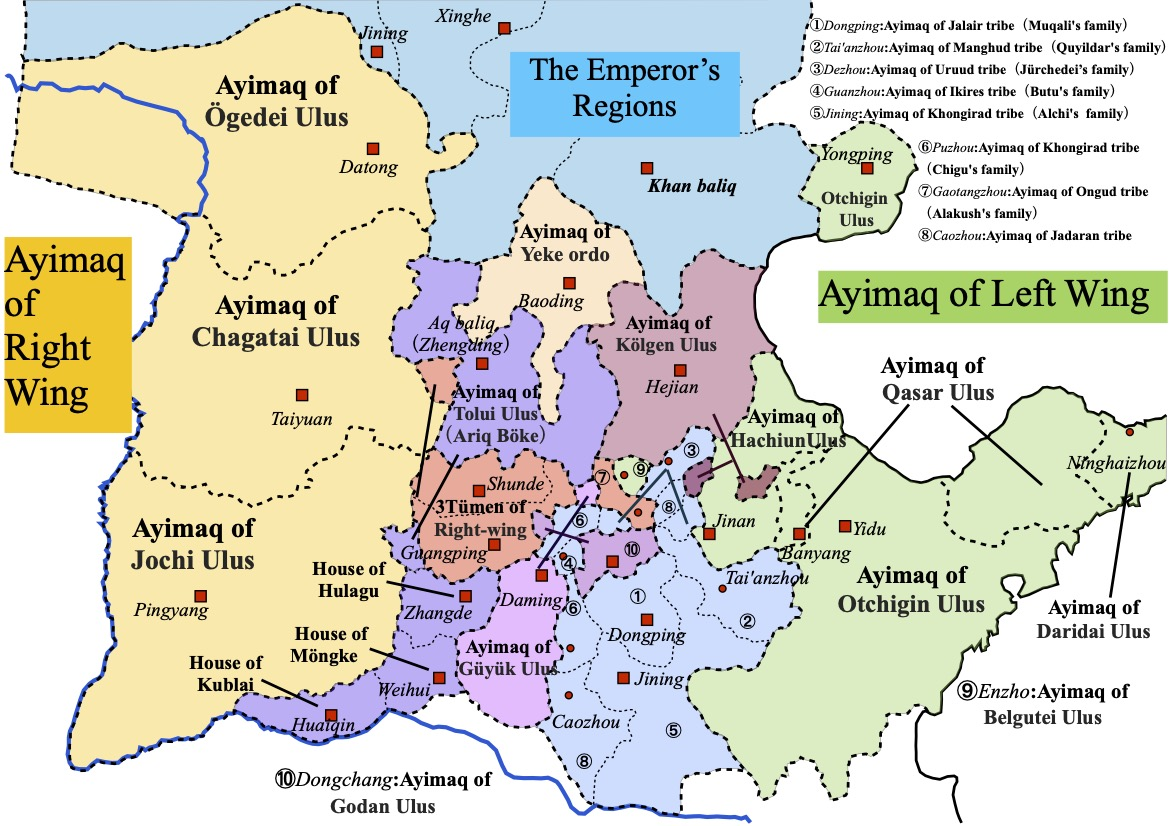
Gli Ayimaq dell'Impero mongolo nella Cina del Nord.

Quando Ögedei Khan succedette al padre, rifiutò le profferte di pace dei Jīn e gli Jurchen contraccambiarono uccidendo gli inviati mongoli.
Gli eserciti Jīn sotto l'imperatore Aizong fermarono con successo diverse offensive mongole, con importanti vittorie nella battaglia di Dachangyuan (1229), nella battaglia di Weizhou (1230) e nella battaglia di Daohuigu (1231).
Il comandante del Kheshig, Doqolqu, fu inviato a tentare un attacco frontale al Passo di Tong ma Wanyan Heda lo sconfisse e costrinse le guardie mongole, al comando di Subedei, a ritirarsi nel 1230. Nel 1231, i mongoli tornarono all'attacco e conquistarono Fengxiang. La guarnigione Jīn a Chang'an fu presa dal panico e abbandonò la città, ritirandosi nella provincia di Henan con tutta la popolazione della città. Un mese dopo, i mongoli pianificarono un attacco su tre fronti per convergere su Kaifeng da nord, est e ovest. La forza occidentale sotto Tolui sarebbe partita da Fengxiang, traversando il Passo di Tong per entrare nelle terre dei Song presso il fiume Han (vicino a Xiangyang) e raggiungere così Kaifeng da sud per cogliere di sorpresa gli Jurchen.
Wanyan Heda venne a conoscenza del piano e condusse 200 000 uomini a intercettare Tolui. A Dengzhou, tese un'imboscata in una valle con diverse decine di migliaia di cavalieri nascosti dietro la cresta di entrambe le montagne, ma le spie di Tolui lo allertarono e il noyan mantenne la sua forza principale con il treno di rifornimenti, inviando solo una piccola forza di cavalleria leggera a costeggiare la valle e attaccare le truppe Jīn alle spalle. Wanyan Heda comprese che il suo piano era stato sventato e preparò le sue truppe per l'assalto mongolo. Al Monte Yu, a sud-ovest di Dengzhou, i due eserciti si scontrarono in una battaglia campale. L'esercito Jīn aveva un vantaggio numerico e combatté ferocemente. I mongoli si ritirarono quindi dal monte Yu di circa 30 lǐ e Tolui cambiò strategia: lasciando una parte delle sue forze per tenere occupata Wanyan Heda, ne inviò la maggior parte a nord, in direzione di Kaifeng, dispersa in piccoli contingenti per evitare di allertare il generale nemico. Sulla strada da Dengzhou a Kaifeng, i mongoli occuparono facilmente una contea dopo l'altra e bruciarono tutti i rifornimenti catturati in modo da interrompere le linee di rifornimento Jīn. Wanyan Heda fu costretto a ritirarsi e si imbatté nei mongoli a Sanfengshan ("Collina delle tre punte"), presso Junzhou. Le truppe Jīn sul Fiume Giallo furono dirottate a sud per affrontare l'attacco di Tolui e le forze mongole del nord sotto Ögedei Khan colsero quest'opportunità per attraversare il fiume ghiacciato e unirsi a Tolui. La forza gengiscanide complessiva raggiunse così i 50 000 effettivi. Nel febbraio del 1232, truppe mongole cominciarono ad ammassarsi nei dintorni di Kaifeng, la capitale dell'imperatore Aizong.

### Alleanza Mongoli-Song
Nel 1233, l'imperatore Aizong inviò diplomatici a implorare i Song per dei rifornimenti. Gli inviati Jīn riferirono ai Song che i Mongoli avrebbero presto invaso anche i loro territori, una volta sconfitti gli Jurchen - una previsione che in seguito si sarebbe rivelata vera - ma i Song ignorarono l'avvertimento e respinsero la richiesta, preferendo allearsi con i Mongoli contro i Jīn. I Song rifornirono le truppe mongole in cambio della promessa di partecipare alla spartizione del territorio Jīn, in special modo del Henan.

### La caduta della dinastia Jīn

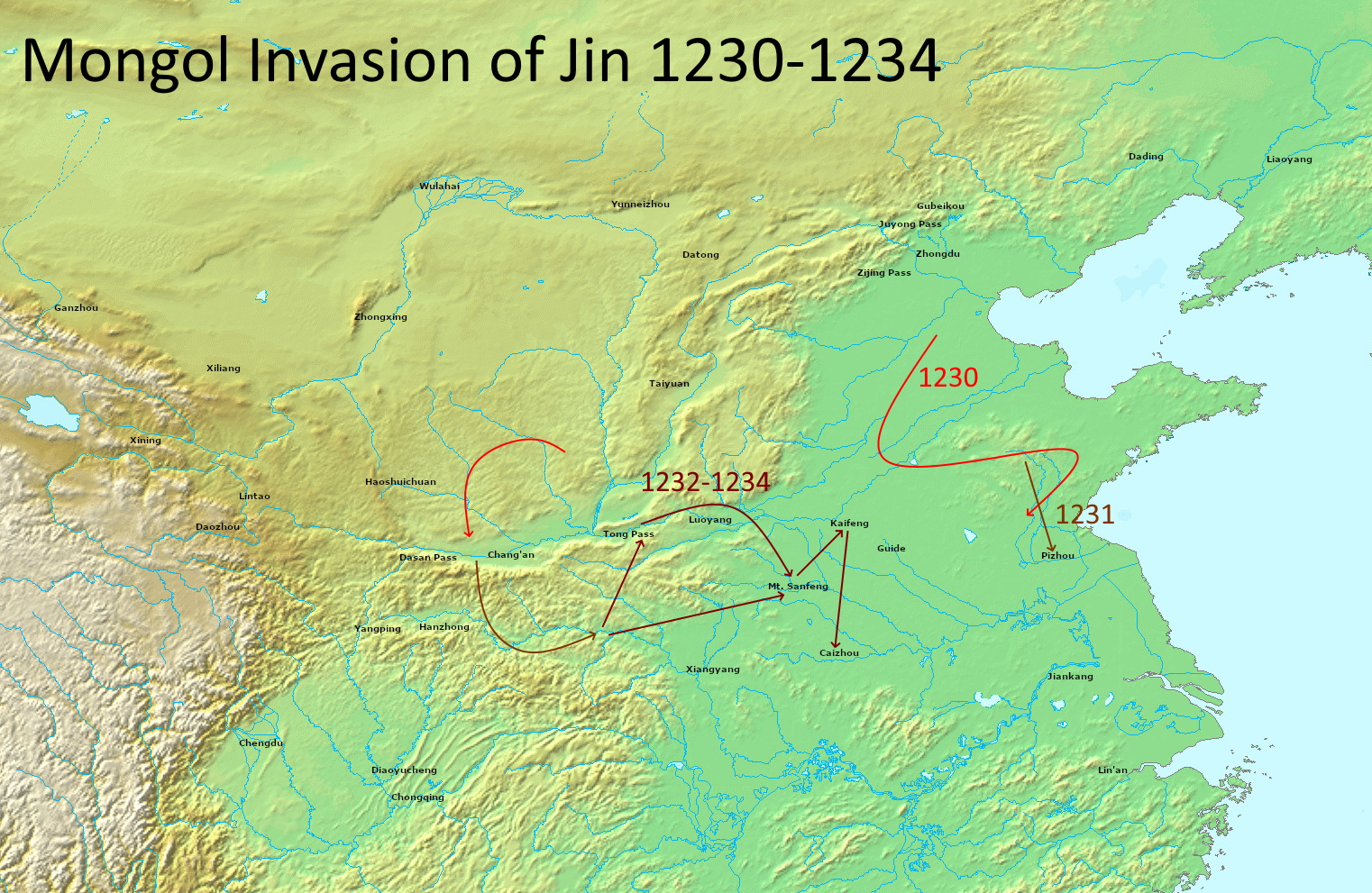
Seconda campagna mongola contro i Jin (1230-1234)

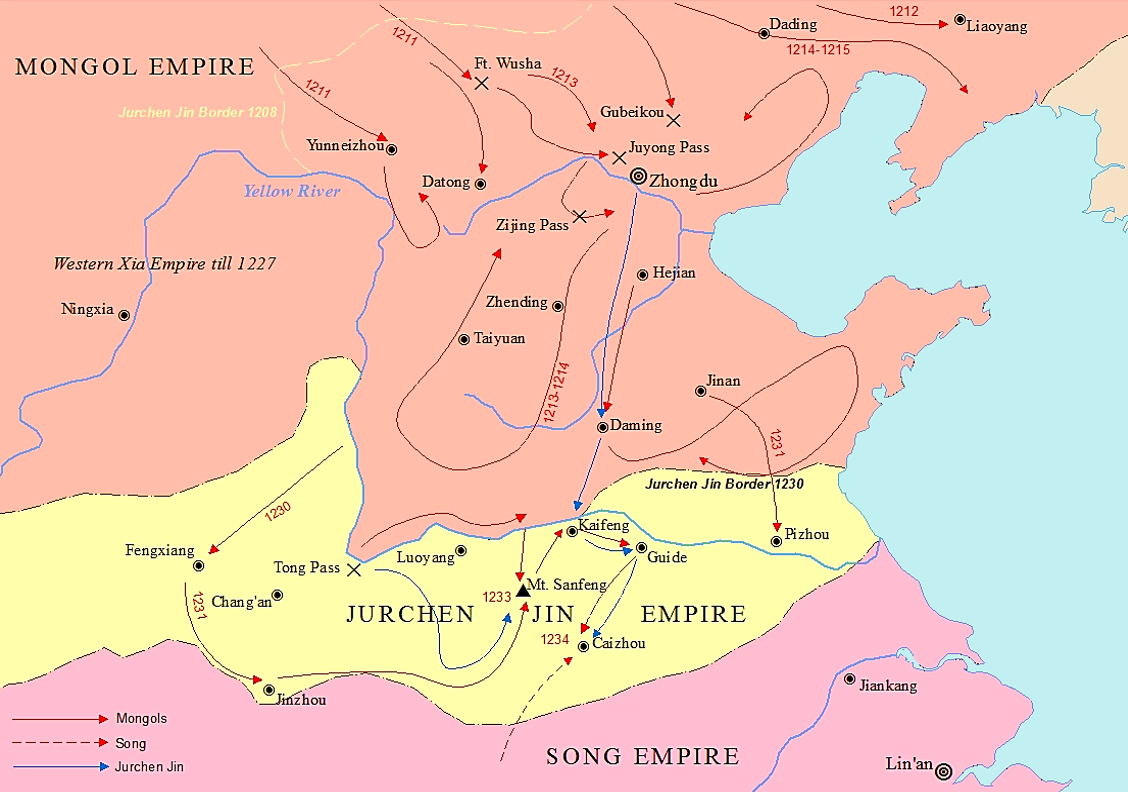
Conquista di Jurchen Jin da parte dei mongoli e della dinastia Song

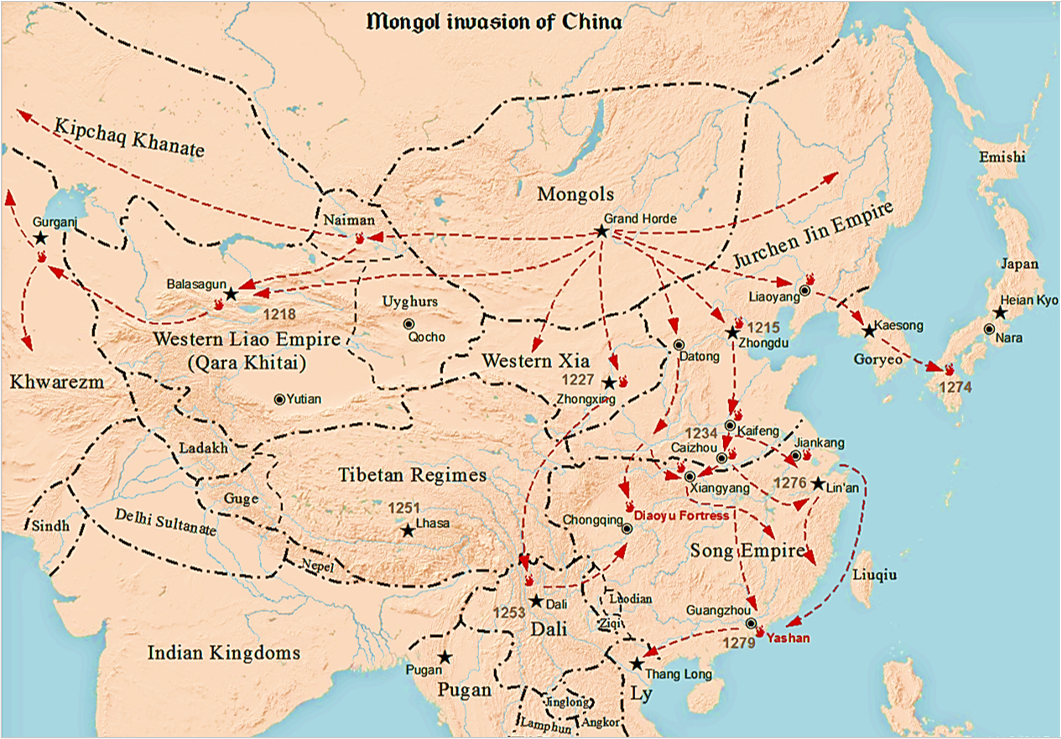
Conquista mongola della Cina

L'esercito di Wanyan Heda aveva ancora più di 100 000 uomini dopo la battaglia sul Monte Yu, e i mongoli adottarono una strategia per esaurire il nemico. Le truppe Jīn ebbero poco riposo da Dengzhou e non hanno mangiato per tre giorni a causa dell'interruzione delle loro linee di rifornimento. Il loro morale stava precipitando ei loro comandanti stavano perdendo fiducia. Quando raggiunsero Sanfengshan, scoppiò una tempesta di neve, e faceva così freddo che i volti delle truppe Jīn diventarono bianchi come cadaveri, e riuscivano a malapena a marciare. Invece di attaccarli quando erano disperati e con le spalle al muro, i mongoli lasciarono loro una via di fuga, poi tesero loro un'imboscata durante la ritirata, quando la disciplina nemica s'era allentata. L'esercito Jīn crollò senza combattere e i mongoli inseguirono senza sosta le truppe nemiche in fuga. Wanyan Heda fu ucciso come la maggior parte dei suoi comandanti. Dopo la battaglia di Sanfengshan, le truppe mongole presero la città di Yuzhou. Kaifeng era ormai condannata: l'imperatore Aizong abbandonò presto la città, ormai sotto assedio, e si portò nella provincia di Hebei, nel vano tentativo di ristabilire lì la dinastia. Migliaia di persone opposero un'ostinata resistenza ai Mongoli, al comando di Subedei, il più ardito di tutti i loro comandanti. L'imperatore Aizong fu spinto di nuovo a sud e, essendo ormai caduta Kaifeng, stabilì la sua nuova capitale a Caizhou (l'attuale contea di Runan, nel Henan). Subedei desiderava massacrare l'intera popolazione di Kaifeng ma Yelü Chucai fu più umano e, sotto il suo consiglio, Ögedei Khan rifiutò la crudele proposta.
Gli Jurchen usarono la lancia da fuoco contro i mongoli durante la difesa di Kaifeng nel 1232. I mongoli adottarono quest'arma nelle successive conquiste.
Nel 1233, dopo che l'imperatore Aizong aveva abbandonato Kaifeng e non era riuscito a formare un nuovo esercito per se stesso nel Hebei, tornò nel Henan e stabilì la sua base a Guide (l'odierna Anyang). Gli eserciti di Jīn sparsi iniziarono a radunarsi a Guide dalla regione circostante e dall'Hebei e le provviste della città s'esaurirono rapidamente. Così l'imperatore Aizong rimase con solo 450 truppe cinesi Han sotto il comando di Pucha Guannu e 280 uomini sotto Ma Yong a guardia della città, e disperse il resto delle truppe per cercare cibo a Su (nella provincia di Anhui), Xu (l'attuale Xuzhou, provincia di Jiangsu) e Chen (l'attuale Contea di Huaiyang, nel Henan).
Pucha Guannu guidò allora un colpo di stato con le sue truppe, uccidendo Ma Yong e più di altri 300 cortigiani e 3 000 tra ufficiali, guardie di palazzo e civili che rifiutarono di collaborare con lui. Fece dell'imperatore Aizong un sovrano fantoccio e divenne il vero padrone della corte imperiale di Jīn. A questo punto i mongoli erano arrivati fuori da Guide e si preparavano all'assedio. Il generale mongolo Sajisibuhua s'era accampato a nord della città, sulla riva di un fiume. Guannu condusse di notte le sue 450 truppe su barche dalla porta meridionale, armate di lance da fuoco. Remarono lungo il fiume lungo il lato orientale della città, raggiungendo l'accampamento mongolo la mattina presto. L'imperatore Aizong assistette alla battaglia dalla porta settentrionale della città, con la barca imperiale pronta per la fuga a Xuzhou in caso di sconfitta delle truppe Jīn.
Le truppe Jīn assalirono l'accampamento mongolo da due direzioni, usando le loro lance da fuoco per gettare nel panico il nemico. Più di 3 500 mongoli annegarono nel fiume mentre cercavano di fuggire e le palizzate mongole furono tutte rase al suolo. Anche Sajisibuhua fu ucciso nella battaglia. Pucha Guannu aveva ottenuto una notevole vittoria e fu promosso da Aizong. Ma Guide non era difendibile a lungo termine e gli altri cortigiani esortarono l'imperatore a trasferirsi a Caizhou che aveva mura più forti, più provviste e truppe. Pucha Guannu s'oppose alla mossa, temendo che la sua base di potere sarebbe stata indebolita e sostenendo che i vantaggi di Caizhou erano stati sopravvalutati.
Il generale cinese Han Shi Tianze guidò le truppe per inseguire l'imperatore Aizong mentre si ritirava e distrusse un esercito Jin di 80 000 uomini guidato da Wanyan Chengyi (完顏承裔) a Pucheng (蒲城).
Tre mesi dopo, l'imperatore Aizong usò un complotto per assassinare Guannu e poi iniziò rapidamente i preparativi per trasferirsi a Caizhou. Quando gli giunsero nuovi rapporti secondo cui Caizhou era ancora troppo debole in difese, truppe e rifornimenti, era già in viaggio. Il destino della dinastia Jīn fu quindi segnato per sempre, nonostante la precedente vittoria contro grandi avversità a Guide.
La dinastia Song meridionale, desiderando dare alla dinastia Jin il colpo di grazia, dichiarò guerra agli Jurchen e mise in campo un grande esercito. Il resto dell'esercito Jīn si rifugiò a Caizhou, dove fu assediato dai mongoli da un lato e dai Song dall'altro. Spinti all'angolo, gli Jurchen combatterono con il coraggio della disperazione e resistettero a lungo agli sforzi combinati dei nemici. Alla fine, Aizong vide che la lotta non poteva essere prolungata e si preparò a porre fine alla sua vita. Quando il nemico fece breccia nelle mura della città, l'imperatore si suicidò dopo aver passato il trono al suo generale Wanyan Chenglin . Wanyan Chenglin, storicamente noto come Imperatore Mo, regnò per meno di un giorno prima di essere ucciso in battaglia. Così la dinastia Jin terminò il 9 febbraio 1234.
(Zhao Gong - trad. in Garcia 2012, pp. 337-338)

## Politiche mongole
James Waterson ha messo in guardia dall'attribuire semplicisticamente il calo demografico della Cina settentrionale in questo periodo al massacro operato dai Mongoli poiché gran parte della popolazione potrebbe essersi trasferita nella Cina meridionale sulla scia dei Song o essere morta di malattie e carestia poiché le infrastrutture agricole e urbane della città erano state distrutte. I mongoli usavano infatti risparmiare le città dal massacro e dal saccheggio in caso di resa, come fatto a Kaifeng, durante la campagna contro i Jin, ceduta a Subedei da Xu Li, o Yangzhou, ceduta a Bayan dal secondo in comando di Li Tingzhi dopo che Li Tingzhi fu giustiziato dai Song, e Hangzhou, risparmiata dal saccheggio quando si arrese a Kublai Khan. I soldati cinesi Han e Kitai disertarono in massa a favore di Gengis Khan quando avvio la campagna contro gli Jurchen Jin. Le città che si arresero furono sempre risparmiate dal saccheggio e dal massacro da Kublai Khan. I Kitai lasciarono con riluttanza la loro patria in Manciuria quando i Jin trasferirono la loro capitale principale da Pechino a Kaifeng, nel sud, e disertarono quindi ai mongoli.
Molti cinesi Han, oltre ai Kitai, disertarono ai mongoli per combattere contro la dinastia Jin. Due leader cinesi Han, Shi Tianze e Liu Heima (劉黑馬), e il Khitan Xiao Zhala (蕭札剌) disertarono e comandarono i tre tumen dell'esercito mongolo. Liu Heima e Shi Tianze servirono il successore di Gengis Khan, Ögedei Khan. Liu Heima e Shi Tianxiang guidarono gli eserciti contro lo Xia occidentale per conto dei mongoli. C'erano quattro tumen Han e tre tumen Khitan, con ogni tumen composto da 10 000 truppe. I tre generali Khitan Shimo Beidi'er (石抹孛迭兒), Tabuyir (塔不已兒) e Xiao Zhongxi (蕭重喜; figlio di Xiao Zhala) comandavano i tre tumen Khitan e i quattro generali Han Zhang Rou (張柔), Yan Shi (嚴實), Shi Tianze e Liu Heima comandavano i quattro Han tumen sotto Ögedei Khan. Shi Tianze, Zhang Rou, Yan Shi e altri cinesi Han che prestarono servizio nella dinastia Jin e disertarono ai mongoli aiutarono a costruire la struttura per l'amministrazione del nuovo stato mongolo.
I mongoli apprezzavano medici, artigiani e religiosi e ordinarono che fossero risparmiati dalla morte e portati da loro quando le città furono prese nel nord della Cina.
I nobili cinesi Han mantennero i loro titoli di Duchi Yansheng e Maestri Celestiali già riconosciuti dalle precedenti dinastie imperiali cinesi.

### Esplicative
1. ↑  (EN) Gloria Skurzynski, This Is Rocket Science: True Stories of the Risk-Taking Scientists Who Figure Out Ways to Explore Beyond Earth, ill., National Geographic Books, 2010,  p. 1958, ISBN 978-1-4263-0597-9.
«Nel 1232 d.C. un esercito di 30 000 guerrieri mongoli invase la città cinese di Kai-fung-fu, dove i cinesi reagirono con frecce di fuoco [...] I leader mongoli impararono dai loro nemici e trovarono modi per rendere le frecce di fuoco ancora più letali durante la loro invasione diffuso verso l'Europa. Il giorno di Natale del 1241 le truppe mongole usarono frecce infuocate per catturare la città di Budapest in Ungheria e nel 1258 per catturare la città di Baghdad nell'attuale Iraq.»

### Bibliografiche
1. ↑  Lane 2004, p. 45.
2. ↑  Franke 1994, p. 233.
3. ↑  Weatherford 2004, p. 83.
4. ↑  Storia segreta dei Mongoli.
5. ↑  (DE) Meng Ta Peu Lu, Aufzeichnungen über die Mongolischen Tatan von Chao Hung, 1221,  p. 61.
6. ↑  Weatherford 2004, p. 85.
7. ↑  Weatherford 2004, p. 95.
8. ↑  (EN) Christopher Pratt Atwood, Encyclopedia of Mongolia and the Mongol Empire, Facts on File, 2004,  p. 277, ISBN 9780816046713.
9. ↑  Weatherford 2004, p. 96.
10. ↑  (EN) Anne F. Broadbridge, Women and the Making of the Mongol Empire, ill., Cambridge University Press, 2018,  p. 94, ISBN 978-1108636629.
11. ↑  Franke 1994, p. 254.
12. ↑  Allsen 1994, p. 352.
13. ↑  Franke 1994, p. 263.
14. 1 2 3 4  (EN) James Waterson, Defending Heaven: China's Mongol Wars, 1209–1370, Casemate Publishers, 2013, ISBN 978-1783469437.
15. ↑  (EN) Alan H. Balfour e Shiling Zheng, Shanghai, a cura di Alan H. Balfour, illustrated, Wiley-Academy, 2002,  p. 25, ISBN 0471877336.
16. ↑  (EN) John Coatsworth [et al.], Global Connections, 1. Politics, Exchange, and Social Life in World History, ill., Cambridge University Press, 2015,  p. 356, ISBN 978-1783469437.
17. ↑  Man 2013, p. 164.
18. ↑  (FR) AAVV, Revue bibliographique de sinologie 2001, Éditions de l'École des hautes études en sciences sociales, 2002,  p. 147.
19. ↑  (EN) Timothy Michael May, The Mechanics of Conquest and Governance: The Rise and Expansion of the Mongol Empire, 1185-1265, University of Wisconsin Press, 2004,  p. 50.
20. ↑  (EN) Stuart Reynolds Schram, Foundations and Limits of State Power in China, European Science Foundation by School of Oriental and African Studies, University of London, 1987,  p. 130.
21. ↑  (EN) Gary Seaman e Daniel Marks, Rulers from the steppe: state formation on the Eurasian periphery, Ethnographics Press, Center for Visual Anthropology, University of Southern California, 1991,  p. 175.
22. ↑  (ZH) 窝阔台汗己丑年汉军万户萧札剌考辨--兼论金元之际的汉地七万户 [A Study of XIAO Zha-la the Han Army Commander of 10,000 Families in the Year of 1229 during the Period of Khan (O)gedei], su wanfangdata.com.cn. URL consultato il 26 febbraio 2017.
23. ↑  (ZH) 窝阔台汗己丑年汉军万户萧札剌考辨-兼论金元之际的汉地七万户-国家哲学社会科学学术期刊数据库, su Nssd.org. URL consultato il 26 febbraio 2018 (archiviato dall'url originale il 13 aprile 2020).
24. ↑  (ZH) 新元史/卷146 [New Yuan History/Volume 146], su Wikisource.
25. ↑  (ZH) Archived copy, su klxsw.com. URL consultato il 3 maggio 2016 (archiviato dall'url originale il 4 marzo 2016).
26. ↑  (EN) Hok-Lam Chan, A Recipe to Qubilai Qa'an on Governance: The Case of Chang Te-hui and Li Chih, in Journal of the Royal Asiatic Society, vol. 7, Cambridge University Press, 1997,  pp. 257–s83, DOI:10.1017/S1356186300008877.
27. ↑  (EN) Reiko Shinno, 2. The Mongol conquest and the new configuration of power, 1206-76, in The Politics of Chinese Medicine Under Mongol Rule, Needham Research Institute Series, ill., Routledge, 2016,  pp. 24-29, ISBN 978-1317671602.

### Fonti
- (MN) Монголын Нууц Товчоо (Mongolyn Nuuc Tovčoo) [Storia segreta dei Mongoli], 1240. ed.  Sergei Kozin (a cura di), Storia segreta dei Mongoli, traduzione di M. Olsùfieva, Guanda, 2021, ISBN 9788823525818.
- Rashid al-Din Hamadani, Jami' al-tawarikh, XIV secolo. ed. (EN) Rashid al-Din Hamadani, The Successors of Genghis Khan, traduzione di John Andrew Boyle, Columbia University Press, 1971.
- (ZH) Toqto'a (a cura di), 金史T, 金史S, Jīn ShǐP, lett. "Storia di Jin" [Storia dei Jin], Ventiquattro Storie, 1344.
- (ZH) Song Lian (a cura di), 元史S, Yuán ShǐP, lett. "Storia di Yuan" [Storia degli Yuan], Ventiquattro Storie, 1370.

### Studi
- (EN) Thomas Allsen, The rise of the Mongolian empire and Mongolian rule in north China, in Denis C. Twitchett, Herbert Franke e John King Fairbank (a cura di), The Cambridge History of China: Volume 6, Alien Regimes and Border States, 710–1368, Cambridge University Press, 1994,  pp. 321-413, ISBN 978-0-521-24331-5.
- (EN) Herbert Franke, The Chin Dynasty, in Denis C. Twitchett, Herbert Franke e John King Fairbank (a cura di), The Cambridge History of China: Volume 6, Alien Regimes and Border States, 710–1368, Cambridge University Press, 1994,  pp. 215-320, ISBN 978-0-521-24331-5.
- (EN) Charles Holcombe, A History of East Asia: From the Origins of Civilization to the Twenty-First Century, Cambridge University Press, 2011, ISBN 978-0-521-51595-5.
- (EN) George Lane, Genghis Khan and Mongol Rule, Greenwood Publishing Group, 2004, ISBN 978-0-313-32528-1.
- (EN) Frederick W. Mote, Imperial China: 900–1800, Harvard University Press, 1999, ISBN 978-0-674-01212-7.
- (EN) Stephen Turnbull, Genghis Khan and the Mongol Conquests 1190–1400, Osprey Publishing, 2003, ISBN 978-1-84176-523-5.
- (EN) Jack Weatherford, Genghis Khan and the Making of the Modern World, Crown and Three Rivers Press, 2004, ISBN 0-609-80964-4.